# قرن 13 هـ
القرن الثالث عشر الهجري في التقويم الإسلامي أو التقويم الهجري هو القرن الذي يطابق ما بين السنوات من 1785 إلى 1881 للميلاد.

## أحداث
- ظهور الدولة السعودية الأولى في بدايه القرن الثالث عشر الهجري.

## مواليد
- مولد الشيخ محمد بن مقرن عام 1205 هـ
- مولد نعمان الألوسي عام 1252 هـ
- مولد عبد الحي اللكنوي الهندي المالكي عام 1264 هـ
- مولد علي بن محمد المحمود عام 1268 هـ: مؤسس المدرسة التيمية المحمودية في الشارقة
- مولد بن عزوز المالكي التونسي عام 1270 هـ